# Horsfieldia ampliformis
Horsfieldia ampliformis е вид растение от семейство Myristicaceae. Видът е световно застрашен, със статут Уязвим.

## Разпространение
Разпространен е в Папуа-Нова Гвинея.